# Фалмут (гавань)
Фалмут (англ. Falmouth Harbour) — подковообразная бухта и естественная гавань на острове Антигуа (Антигуа и Барбуда) в Карибском море, расположенная на южной оконечности острова к западу от более известной Английской гавани.

## География
Недалеко от северного берега гавани расположен небольшой одноимённый городок и порт. Недалеко от восточного берега Бухты находится Английская гавань.
Гавань находится недалеко от восточной оконечности гор Шекерли, гряда холмов на южном побережье Антигуа. Монкс-Хилл, самая восточная вершина хребта, находится непосредственно к северу от залива.